# Tom & Jerry (film)
Tom & Jerry è un film del 2021 diretto da Tim Story.
Il film ha come protagonisti i celebri Tom e Jerry, creati da William Hanna e Joseph Barbera, e narra l'inizio delle avventure del duo, dal loro primo incontro che darà inizio alla loro rivalità.

## Trama
A Manhattan il gatto Tom, che sogna di diventare un pianista, si esibisce per alcuni passanti a Central Park, spacciandosi per un gatto cieco. Il topo Jerry, in cerca di una nuova casa, gli rovina il numero, e i due finiscono per inseguirsi. Nel frattempo la giovane Kayla Forester cerca un lavoro presso il Royal Gate, l'hotel più prestigioso di New York, riuscendo a ottenerlo dopo aver presentato un curriculum rubato. Viene quindi incaricata di assistere il manager Terence Mendoza nell'organizzazione di uno sfarzoso matrimonio delle celebrità locali Preeta Mehta e Ben che si terrà lì. Jerry si stabilisce nell'hotel e causa diversi problemi a causa di furti di piccoli oggetti e cibo; temendo che possa rovinare la reputazione dell'hotel e il matrimonio, il direttore Dubros accetta la proposta di Kayla di assumersi l'incarico di sbarazzarsi del topo. Tom riesce a introdursi nell'edificio per catturare Jerry e, pur fallendo, si incontra con Kayla che lo assume per aiutarla a prendere Jerry, nonostante la disapprovazione di Terence.
Dopo molti tentativi falliti, Tom riesce a escogitare una trappola con cui invia il topo fuori dall'hotel. Kayla viene a sapere da Preeta che il suo costoso anello di fidanzamento è scomparso e accetta di aiutarla a ritrovarlo senza che Ben lo scopra. La ragazza e Tom festeggiano l'allontanamento di Jerry con il barista Cameron, ma in quel momento il topo ritorna e Kayla scopre che è lui ad aver preso l'anello di Preeta, accettando di restituirlo a patto che lo lascino rimanere nell'hotel. Subito dopo si scatena un inseguimento tra Spike, Tom e Jerry che porta alla distruzione dell'atrio dell'hotel.
Terence, che accusa Kayla, Tom e Jerry per il disastro, viene mandato in congedo, mentre Kayla diventa la responsabile del matrimonio per aver restituito l'anello rubato. La ragazza decide di trovare un modo per far stringere amicizia al gatto e al topo affinché la loro rivalità non comprometta la loro posizione e il matrimonio, mandandoli a trascorrere un giorno insieme a divertirsi per New York. I due però finiscono nei guai durante una partita di baseball e vengono portati in un complesso per animali randagi; Terence scopre la loro situazione e, desiderando vendicarsi, li visita per manipolarli e metterli l'uno contro l'altro. Dopodiché, li porta al matrimonio e fa scatenare un inseguimento che porta alla rovina del matrimonio. Kayla ammette quindi il suo inganno per ottenere il lavoro e se ne va umiliata, mentre Terence riottiene il posto e caccia Tom dall'hotel.
Tom e Jerry decidono di mettere da parte le loro differenze e convincono Kayla, un riluttante Terence e il resto del personale dell'hotel a lavorare insieme per salvare il matrimonio. Riescono a organizzare una cerimonia di fortuna a Central Park e Preeta e Ben hanno così modo di sposarsi. Kayla trova un lavoro al Royal Gate e Tom e Jerry si stabiliscono lì, con Tom che raggiunge la sua carriera di pianista.

## Produzione
Paolo Bonolis è presente nel film in un cameo, nel ruolo di un invitato al ricevimento, mentre nell'edizione italiana Luca Laurenti presta la voce al topo agente immobiliare presente nel prologo del film.

### Riprese
Le riprese del film sono iniziate nel luglio 2019 agli studi Leavesden di Londra.

### Effetti visivi
L'animazione del film è stata curata dalla Framestore.

## Promozione
Il primo trailer del film è stato diffuso il 17 novembre 2020.

## Distribuzione
Il film, inizialmente programmato nelle sale statunitensi per il 23 dicembre 2020, è stato successivamente rimandato al 5 marzo 2021 e poi definitivamente distribuito dal 26 febbraio 2021, in contemporanea streaming su HBO Max per il primo mese, mentre in Italia dal 18 marzo 2021 sulle principali piattaforme streaming.

## Accoglienza

### Incassi
Nel primo fine settimana di programmazione il film si posiziona al primo posto del botteghino statunitense, incassando 13,7 milioni di dollari, che lo rendono il secondo miglior esordio durante la pandemia di COVID-19. Il film ha incassato 46,5 milioni di dollari in Nord America e 90 milioni nel resto del mondo, per un totale di 136,5 milioni di dollari in tutto il mondo.

### Critica
Sull'aggregatore Rotten Tomatoes il film riceve il 30% delle recensioni professionali positive con un voto medio di 4,7 su 10 basato su 130 critiche, mentre su Metacritic ottiene un punteggio di 32 su 100 basato su 20 critiche.

## Riconoscimenti
- 2022 - Kids' Choice Award
  - Candidatura per il miglior film
- 2021 - E! People's Choice Awards
  - Candidatura per il miglior film per famiglie